# شون أومالي
شون أومالي (بالإنجليزية: Sean O'Malley؛ مواليد: 24 أكتوبر 1994) هو مُقاتل فنون قتالية مختلطة أمريكي، ويُنافس حاليًا في قسم وزن الديك في يو إف سي، حيث هو بطل يو إف سي لوزن الديك الحالي. اعتبارًا من 17 سبتمبر 2024، أصبح هو رقم 13 في تصنيفات يو إف سي لأفضل المقاتلين في جميع الأوزان.

## مسيرته في فنون القتال المختلطة

### مسيرته المبكرة
يتدرب أومالي في غلانديل، أريزونا، في مختبر إم إم إيه بقيادة المدرب الرئيسي جون كراوتش، ويتم تدريبه من قبل صديقه منذ فترة طويلة، تيم ويلش.

### يو إف سي
جاء ظهور أومالي الأول في المنظمة ضد تيريون وير في 1 ديسمبر 2017، في نهائي المقاتل النهائي 26. فاز أومالي بالنزال عن طريق قرار القضاة بالإجماع.

#### بطولة يو إف سي
واجه أومالي ألجامين ستيرلينغ على لقب بطولة يو إف سي إف سي لوزن الديك في 19 أغسطس 2023 في يو إف سي 292. وفاز باللقب بالضربة الفنية القاضية في بداية الجولة الثانية. أكسبه هذا مكافأة أخرى في أداء الليلة.
كأول دفاع عن لقبه، واجه أومالي مارلون فيرا في نزال العودة في 9 مارس 2024، في حدث يو إف سي 299. دافع عن لقبه بقرار القضاة بالإجماع. هذا القتال أكسبه مكافأة أداء الليلة السادسة له.

## حياته الشخصية
جدة أومالي إيرلندية.
جنبا إلى جنب مع صديقه ومدربه الرئيسي، تيم ويلش، أومالي هو مضيف مشارك للبودكاست الخاص بهم، The Timbo Sugarshow. كان أومالي رياضيًا معتمدًا للعلامة التجارية الرياضية القتالية البارزة سنابل منذ عام 2017. كان يتبع سابقًا نظامًا غذائيًا نباتيًا ولكنه عاد منذ ذلك الحين إلى دمج اللحوم في ما يأكله.
أومالي هو مدافع عن تقنين الماريجوانا.
أومالي حاليًا في علاقة مفتوحة مع زوجته.
في أواخر عام 2020، أنجبت وزوجته دانيا ابنة اسمها إيلينا.
لدى أومالي قناته الخاصة على يوتيوب.

## سجل الملاكمة المحترفة
| 1 نزال | 1 فوز | خسارة |
| ------ | ----- | ----- |

| # | النتيجة | السجل | الخصن        | الطريقة        | الجولة، الوقت | التاريخ       | المكان                                           | الملاحظات |
| - | ------- | ----- | ------------ | -------------- | ------------- | ------------- | ------------------------------------------------ | --------- |
| 1 | فاز     | 1–0   | ديفيد كورتني | الضربة القاضية | 1 (4)، 2:59   | 16 يوليو 2016 | مسرح المشاهير فينيكس، أريزونا، الولايات المتحدة. |           |

## سجل الفنون القتالية المختلطة
| السجل المهني |        |         |
| 21 نزال      | 18 فوز | 2 خسارة |
| ضربة قاضية   | 12     | 1       |
| إخضاع        | 1      | 0       |
| قرار القضاة  | 5      | 1       |
| بدون قرار    | 1      | 1       |

| النتيجة | السجل    | الخصم               | الطريقة                             | الحدث                                    | التاريخ        | الجولة | الوقت | المكان                                      | الملاحظات                                           |
| ------- | -------- | ------------------- | ----------------------------------- | ---------------------------------------- | -------------- | ------ | ----- | ------------------------------------------- | --------------------------------------------------- |
| خسر     | 18–2 (1) | ميراب دفاليشفيلي    | قرار القضاة (بالإجماع)              | يو إف سي 306                             | 14 سبتمبر 2024 | 5      | 5:00  | لاس فيغاس، نيفادا، الولايات المتحدة         | خسر لقب بطولة يو إف سي لوزن الديك.                  |
| فاز     | 18–1 (1) | مارلون فيرا         | قرار القضاة (بالإجماع)              | يو إف سي 299                             | 9 مارس 2024    | 5      | 5:00  | ميامي، فلوريدا، الولايات المتحدة            | دافع عن لقب بطولة يو إف سي لوزن الديك. أداء الليلة. |
| فاز     | 17–1 (1) | ألجامين ستيرلينغ    | ضربة فنية قاضية (باللكمات)          | يو إف سي 292                             | 19 أغسطس 2023  | 2      | 0:51  | بوسطن، ماساتشوستس، الولايات المتحدة         | فاز بلقب بطولة يو إف سي لوزن الديك. أداء الليلة.    |
| فاز     | 16–1 (1) | بيتر يان            | قرار القضاة (بالانقسام)             | يو إف سي 280                             | 22 أكتوبر 2022 | 3      | 5:00  | أبو ظبي، الإمارات العربية المتحدة           | نزال الليلة.                                        |
| ب.ف     | 15–1 (1) | بيدرو مونهوز        | بدون فائز (لكزة عين عرضية)          | يو إف سي 276                             | 2 يوليو 2022   | 2      | 1:51  | لاس فيغاس، نيفادا، الولايات المتحدة         | لكزة عين عرضية جعلت مونهوز غير قادر على الاستمرار.  |
| فاز     | 15–1     | روليان بايفا        | ضربة فنية قاضية (باللكمات)          | يو إف سي 269                             | 11 ديسمبر 2021 | 1      | 4:42  | لاس فيغاس، نيفادا، الولايات المتحدة         | أداء الليلة.                                        |
| فاز     | 14–1     | كريس موتينيو        | ضربة فنية قاضية (باللكمات)          | يو إف سي 264                             | 10 يوليو 2021  | 3      | 4:33  | لاس فيغاس، نيفادا، الولايات المتحدة         | قتال الليلة.                                        |
| فاز     | 13–1     | توماس ألميدا        | ضربة قاضية (بلكمة)                  | يو إف سي 260                             | 27 مارس 2021   | 3      | 3:52  | لاس فيغاس، نيفادا، الولايات المتحدة         | أداء الليلة.                                        |
| خسر     | 12–1     | مارلون فيرا         | ضربة فنية قاضية (الأكواع واللكمات)  | يو إف سي 252                             | 15 أغسطس 2020  | 1      | 4:40  | لاس فيغاس، نيفادا، الولايات المتحدة         |                                                     |
| فاز     | 12–0     | إدي وينلاند         | ضربة قاضية (بلكمة)                  | يو إف سي 250                             | 6 يونيو 2020   | 1      | 1:54  | لاس فيغاس، نيفادا، الولايات المتحدة         | أداء الليلة.                                        |
| فاز     | 11–0     | خوسيه ألبرتو كوينيز | ضربة فنية قاضية (ركلة الرأس ولكمات) | يو إف سي 248                             | 7 مارس 2020    | 1      | 2:02  | لاس فيغاس، نيفادا، الولايات المتحدة         | أداء الليلة.                                        |
| فاز     | 10–0     | أندريه سوكهامثث     | قرار القضاة (بالإجماع)              | يو إف سي 222                             | 3 مارس 2018    | 3      | 5:00  | لاس فيغاس، نيفادا، الولايات المتحدة         | قتال الليلة.                                        |
| فاز     | 9–0      | تيريون وير          | قرار القضاة (بالإجماع)              | المقاتل النهائي: نهائي بطل العالم الجديد | 1 ديسمبر 2017  | 3      | 5:00  | لاس فيغاس، نيفادا، الولايات المتحدة         |                                                     |
| فاز     | 8–0      | ألفريد خاشكيان      | ضربة قاضية (بلكمة)                  | سلسلة منافسات دانا وايت 2                | 18 يوليو 2017  | 1      | 4:14  | لاس فيغاس، نيفادا، الولايات المتحدة         |                                                     |
| فاز     | 7–0      | ديفيد نوزو          | ضربة قاضية (ركلة هوك الغزل)         | أل أف أيه 11                             | 5 مايو 2017    | 1      | 2:15  | فينيكس، أريزونا، الولايات المتحدة           |                                                     |
| فاز     | 6–0      | ايرفين فيلوز        | ضربة قاضية (بلكمة)                  | إي بي: بيتداون 20                        | 18 مارس 2017   | 1      | 2:34  | نيو تاون، داكوتا الشمالية، الولايات المتحدة |                                                     |
| فاز     | 5–0      | تايسين لين          | ضربة قاضية (ركلة رأس)               | بطولة القتال المكثف 26                   | 21 أكتوبر 2016 | 2      | 2:57  | غريت فولز، مونتانا، الولايات المتحدة        | العودة إلى وزن الديك.                               |
| فاز     | 4–0      | مارك كواتس          | قرار القضاة (بالإجماع)              | بطولة القتال المكثف 23                   | 7 نوفمبر 2015  | 3      | 5:00  | هيلينا، مونتانا، الولايات المتحدة           | أول ظهور في وزن الذبابة.                            |
| فاز     | 3–0      | عمر افيلار          | إخضاع (خنق خلفي عاري)               | بطولة القتال المكثف 20                   | 21 أغسطس 2015  | 1      | 2:55  | غريت فولز، مونتانا، الولايات المتحدة        |                                                     |
| فاز     | 2–0      | شين سارجنت          | ضربة قاضية (بلكمة)                  | بطولة القتال المكثف 19                   | 3 يوليو 2015   | 1      | 2:03  | تشوتيا، مونتانا، الولايات المتحدة           |                                                     |
| فاز     | 1–0      | جوش رييس            | ضربة فنية قاضية (باللكمات)          | بطولة القتال المكثف 17                   | 6 مارس 2015    | 1      | 1:33  | غريت فولز، مونتانا، الولايات المتحدة        | أول ظهور في وزن الديك.                              |

## نزالات الدفع مقابل المشاهدة
| #  | الحدث        | القتال               | التاريخ        | المكان      | المدينة                             | المبلغ      |
| -- | ------------ | -------------------- | -------------- | ----------- | ----------------------------------- | ----------- |
| 1. | يو إف سي 292 | ستيرلينغ ضد أومالي   | 19 أغسطس 2023  | تي دي غاردن | بوسطن، ماساتشوستس، الولايات المتحدة | لم يُكشف عنه |
| 2. | يو إف سي 299 | أومالي ضد فيرا 2     | 9 مارس 2024    | كاسية سنتر  | ميامي، فلوريدا، الولايات المتحدة    | لم يُكشف عنه |
| 3. | يو إف سي 306 | أومالي ضد دفاليشفيلي | 14 سبتمبر 2024 | سفير        | لاس فيغاس، نيفادا، الولايات المتحدة | لم يُكشف عنه |

## وصلات خارجية
- شون أومالي على موقع بوكس ريك (الإنجليزية) (registration required)
- شون أومالي على موقع يو إف سي (الإنجليزية)
- شون أومالي على موقع شيردوغ (الإنجليزية)
- شون أومالي على موقع Tapology.com (الإنجليزية)
- شون أومالي على موقع فايت ماتريكس (الإنجليزية)
- شون أومالي على موقع IMDb (الإنجليزية)
- شون أومالي على موقع قاعدة بيانات الفيلم (الإنجليزية)